# John de Young
John Edward de Young, né en 1917 dans le Wisconsin et mort à une date inconnue, est un anthropologue et administrateur américain.

## Biographie
Titulaire d'un diplôme de Master of Arts en anthropologie de l'université de Hawaii en 1941, il entame une thèse de doctorat à l'université de Chicago mais met fin à ses études en raison de la Seconde Guerre mondiale. Il travaille pendant la guerre au service de renseignement sur l'Extrême-Orient au Bureau des services stratégiques, l'agence de renseignement du gouvernement américain et ancêtre de la CIA.
Après la guerre, il contribue à une étude du ministère de l'Intérieur sur la réintégration à la société des Américains d'origine japonaise internés pendant la guerre. Il enseigne ensuite l'anthropologie à l'université des Philippines, où il concentre ses recherches sur la société rurale thaïlandaise. De 1955 à 1967 il travaille comme anthropologue puis comme administrateur dans l'administration coloniale du Territoire sous tutelle des îles du Pacifique, colonie américaine en Océanie dans l'ouest de la région micronésienne. En 1967 il travaille brièvement au bureau chargé de ce territoire au sein de ministère américain de l'Intérieur.
Il devient ensuite directeur des programmes de ressources sociales à la Commission du Pacifique Sud, commission internationale par laquelle les puissances coloniales en Océanie (Australie, États-Unis, France, Nouvelle-Zélande, Royaume-Uni) se concertent avec les deux seuls petits États insulaires en développement indépendants en Océanie -les Samoa-Occidentales et Nauru- sur le développement économique et social de leurs colonies océaniennes respectives. Lorsque le secrétaire général de la Commission, le Samoan Afoafouvale Misimoa, décède subitement en février 1971, John de Young, bien que « sur le point de prendre sa retraite », est choisi pour assurer la fonction de secrétaire général par intérim jusqu'à l'entrée en fonction du nouveau secrétaire général Fred Betham en novembre,.